# Lista de membros da Royal Society eleitos em 1916
Esta é uma lista de pessoas associadas ao Royal Society Membros da Royal Society eleitos em 1916.

## Fellows
1. Edwin Henry Barton
2. William Robert Bousfield
3. Sidney Brown
4. Ernest George Coker
5. George Gerald Henderson
6. John Edensor Littlewood
7. John Alexander MacWilliam
8. Joseph Henry Maiden
9. Alexander McKenzie
10. Henry Harold Welch Pearson
11. James Arthur Pollock
12. Sir Leonard Rogers
13. Cresswell Shearer
14. Sir D'Arcy Wentworth Thompson
15. Henry Woods

## Foreign members
1. Jules Bordet
2. Boris Borisovich Golitsyn
3. Johan Hjort
4. Charles Louis Alphonse Laveran
5. Heike Kamerlingh Onnes